# Хиббс, Гарри
Ге́нри Э́двард Хиббс (англ. Henry Edward Hibbs; 27 мая 1906 — 23 апреля 1984), более известный как Га́рри Хиббс (англ. Harry Hibbs) — английский футболист, выступавший на позиции вратаря, и футбольный тренер. Наиболее известен по выступлениям за английский клуб «Бирмингем» и национальную сборную Англии.

## Клубная карьера
Уроженец Уилнекота (неподалёку от Тамуэрта, Стаффордшир), Хиббс учился на сантехника. Параллельно играл в футбол в качестве вратаря за местные команды «Уилнекот Холи Тринити» и «Тамуорт Касл» в Лиге Бирмингема и окрестностей. «Тамуорт» пропустил 164 гола с 1922 по 1923 год. Несмотря на большое количество пропущенных мячей, игра Хиббса привлекла внимание клуба «Бирмингем», и после успешного просмотра 17-летний Гарри подписал с клубом профессиональный контракт в мае 1924 года.
В составе «Бирмингема» Хиббс выступал до 1940 года, проведя 358 матчей в рамках чемпионата. В 1931 году сыграл в финале Кубка Англии, в котором «Бирмингем» проиграл клубу «Вест Бромвич Альбион».  9 апреля 1932 года в первом тайме матча против «Хаддерсфилд Таун» на стадионе «Лидс Роуд» столкнулся с нападающим соперника Джо Робсоном, в результате чего потерял шесть зубов. Ему пришлось накладывать швы на порванный рот. Во втором тайме он вернулся на поле; матч завершился вничью со счётом 1:1.
В марте 1940 года объявил о завершении карьеры, а 13 апреля провёл свой прощальный товарищеский матч против «Астон Виллы». В военное время играл в любительской Лиге рабочих Бирмингема (англ. Birmingham Works League). В сезоне 1953/54 временно возобновил карьеру игрока, выступая за клуб «Де Хавиллендс» в качестве играющего тренера.

## Карьера в сборной
20 ноября 1929 года Хиббс дебютировал за национальную сборную Англии в матче против сборной Уэльса. С 1920 года (когда карьеру в сборной завершил Сэм Харди) по 1929 год до Хиббса за сборную Англии сыграл 21 вратарь. Хиббс смог прервать этот отрезок с неопределённостью по поводу позиции вратаря английской сборной. Считался почти «копией» Харди, отличаясь надёжностью и простой манерой игры. В 1935 году побил рекорд Сэма Харди по количеству матчей за сборную Англии на позиции вратаря, и удерживал этот рекорд до 1962 года. Стал первым вратарём сборной Англии, сыгравшим 8, 9 и 10 «сухих» матчей.
С 1929 по 1936 год провёл за сборную Англии 25 матчей, в 10 из которых не пропускал мячей в свои ворота.
Также провёл три матча за сборную Футбольной лиги Англии.

## Тренерская карьера
5 августа 1944 года Хиббс был назначен главным тренером клуба «Уолсолл». Руководил командой до июня 1951 года.
Впоследствии был главным тренером клубов «Уэлин-Гарден», «Де Хавиллендс» и «Уэр».

## После завершения карьеры
После завершения тренерской карьеры жил в Уэлин-Гарден-Сити, где и умер в апреле 1984 года в возраст 77 лет.

## Достижения
Бирмингем
- Финалист Кубка Англии: 1931

Сборная Англии
- Победитель Домашнего чемпионата Британии: 1929/30, 1930/31 (разделённый титул), 1931/32, 1934/35 (разделённый титул)